# Velbloudí srst

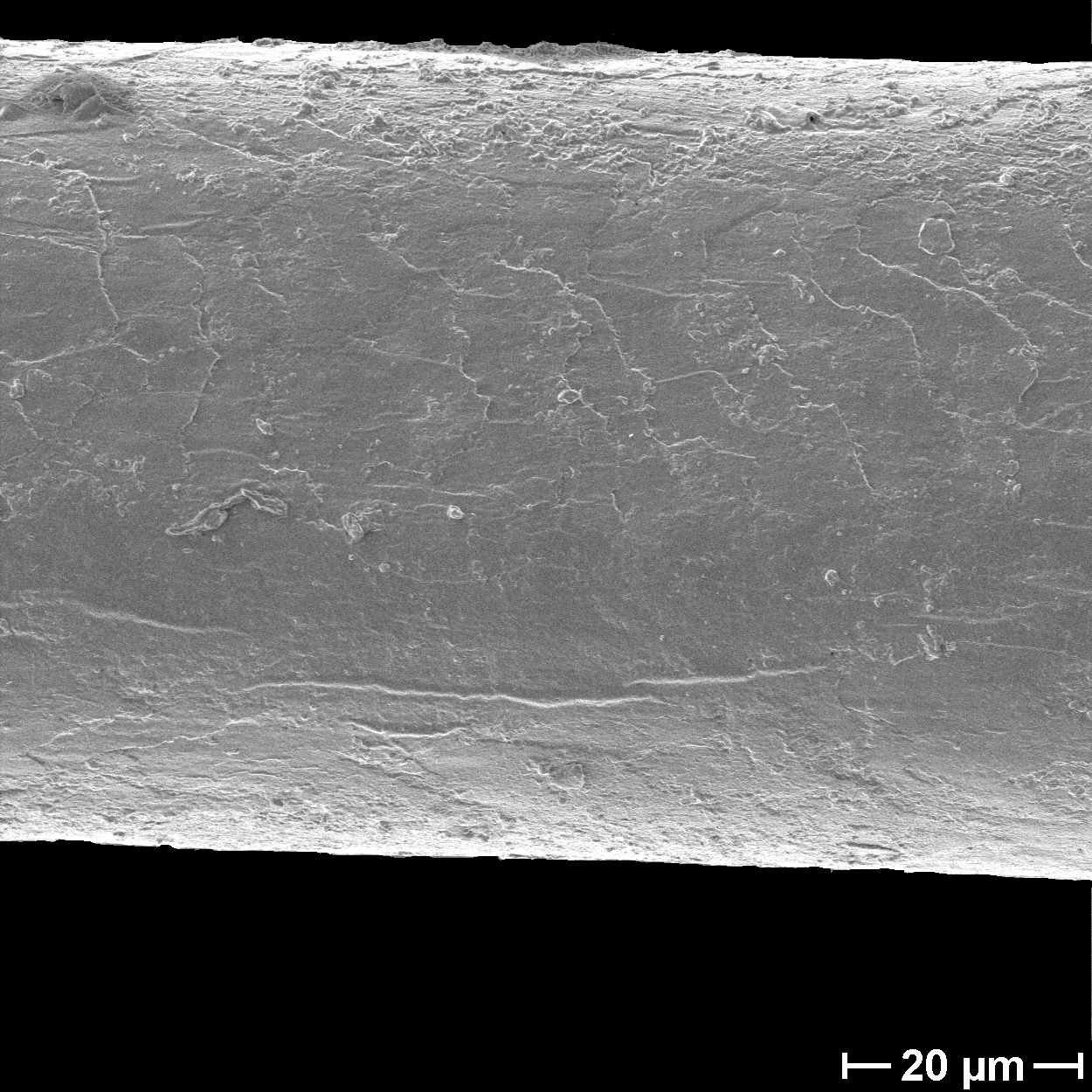
Chlup z velbloudí srsti cca 1600 × zvětšený

Vlákna z velbloudí srsti (angl.: camel hair, něm.: Kamelhaar) – velbloudí vlna patří k nejdražším textilním surovinám.
. Jejich celosvětová produkce se odhaduje na 2 500 ročních tun .
Severoafrický jednohrbý velbloud (dromedár) dává velmi hrubou vlnu, vhodnou jen na výrobu koberců.
Naproti tomu asijský dvouhrbý velbloud (hlavně v severozápadní Číně a v Mongolsku) má velmi jemnou, hebkou srst, vlákno je skoro bílé, velmi kadeřavé, s hrubými šupinami na povrchu.
Vlna se nemusí stříhat. Chomáče vláken se sbírají, když je velbloudi ztrácejí po studeném ročním období (až 5 kg za sezonu). 

## Fyzikální vlastnosti

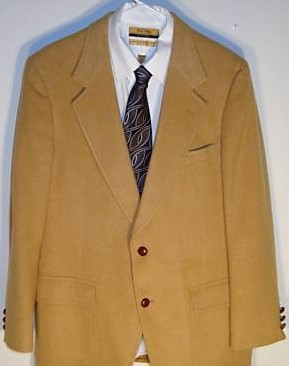
Sako z velbloudí vlny (nostalgický střih podle Billa Blasse, USA)

Jemnost: z mláďat (baby camel hair) 16–17 µm, standardní jakosti 20–29 µm, chlupy 30–120 µm, odchlupacená podsada 16–20 µm.  Obsah jemných vláken v srsti kolísá mezi 35 a 75 %. 
Délka vláken z podsady 36–40 mm, chlupy z pesíku až 37,5 cm
Pevnost vláken dosahuje např. při jemností 23,5 µm až 22 g/tex, vlákna jsou zakroucena asi 1,5 obloučky na cm. 

## Cena
Ceny odchlupacených vláken z podsady (v roce 2002 pro průmyslové zpracování) se rozlišují podle možného použití: vlákna na pletařské příze = 24 USD/kg, na prvotřídní tkalcovské příze = 12-13 USD/kg, 2. třída tkalcovských přízí = 9 USD/kg. 
V maloobchodě se např. nabízela v roce 2016 odchlupacená vlákna za 80 €/kg. 

## Zpracování velbloudí vlny a použití příze
Odchlupacení a praní se provádí zpravidla v chovatelském regionu, po třídění podle stáří zvířat a podle barevných odstínů vláken se materiál většinou vyváží ke spřádání do USA, Japonska nebo do Evropy (Itálie).

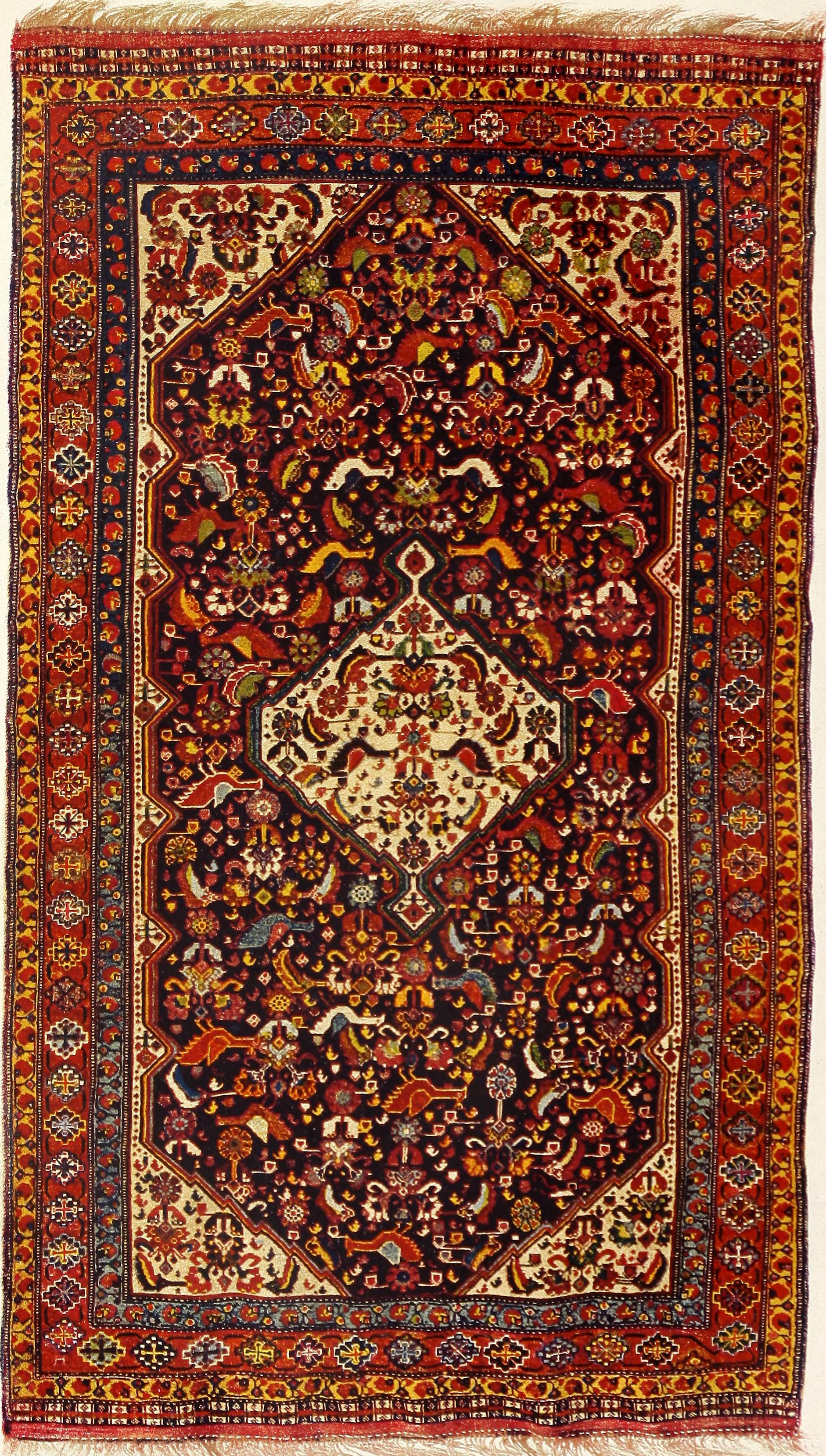
Perský koberec ze směsi velbloudí vlna / ovčí vlna (asi z roku 1870)

Jemná vlákna se zpracovávají vlnařskou technologií často ve směsi s ovčí vlnou na
- mykané příze s použitím na zimní pláště a přikrývky [9] [10]
- česané příze na pletené a tkané oděvy [11] [12]
- chlupy se zpracovávají na mykané příze ke tkaní koberců, plachet na kočovnické stany [6] a na vlákennou výplň přikrývek. [13]

Dlouhá hrubá vlákna se krátí (asi pod 10 cm) mykáním. Při výrobě česané příze se používal na začátku 21. století údajně stále ještě (neproduktivní) „anglický“ způsob česání. Z výčesků, které se znovu mykají a češou se pak dá vyrobit obzvlášť jemná příze. 
- Známé jsou také ručně vyrobené příze na ruční pletení (např. maloobchodní cena za příze cca 1000 tex = 150 €/kg). [14]

Podrobnější údaje o zpracování velbloudí vlny nebyly dosud (2016) zveřejněny. Studie o celosvětové spotřebě textilií z velbloudí vlny se dá zakoupit za 4000 USD. 